# Amadeus Serafini
Pour les articles homonymes, voir Serafini.
Amadeus Serafini (né Amadeus Fermin Dash-Serafini le 7 juillet 1990 à Calabasas, comté de Los Angeles) est un acteur américain.

## Biographie
Il est principalement connu pour son rôle de Kieran Wilcox dans la série télévisée Scream.
Il travaillait dans un night-club d'Hollywood quand il fut repéré par un agent. Il vivait entre les États-Unis et l'Europe avant de s'installer à Los Angeles pour sa carrière d'acteur.
Serafini a travaillé son jeu d'acteur pendant un an, en se formant auprès d'Eric Morris, un célèbre coach. Morris a acquis une solide réputation, en formant des acteurs tels que Johnny Depp et Jack Nicholson.
Depuis début 2017, Amadeus est en couple avec Emma née le 27 juin 1991. Le jeune couple vise les fiançailles pour fin Juillet 2017.

## Filmographie
- 2013 : Smoke (court métrage) : Vernon
- 2014 : Ohlala French (web-série)
- 2015-2016 : Scream (série) : Kieran Wilcox (saisons 1 et 2, 23 épisodes)
- depuis 2018 : Impulse (série télévisée) : Josh

## Distinctions

### Nominations
- 2016 : TV Guide Awards du vilain préféré dans une série télévisée dramatique pour Scream (2015-2016).
- 2016 : TV Guide Awards de la distribution préféré dans une série télévisée dramatique pour Scream (2015-2016) partagé avec Willa Fitzgerald, John Karna, Bex Taylor-Klaus, Carlson Young, Tracy Middendorf, Sean Grandillo, Santiago Segura, Kiana Ledé et Anthony Ruivivar.